# St. Sebastian und Afra (Sonthofen)

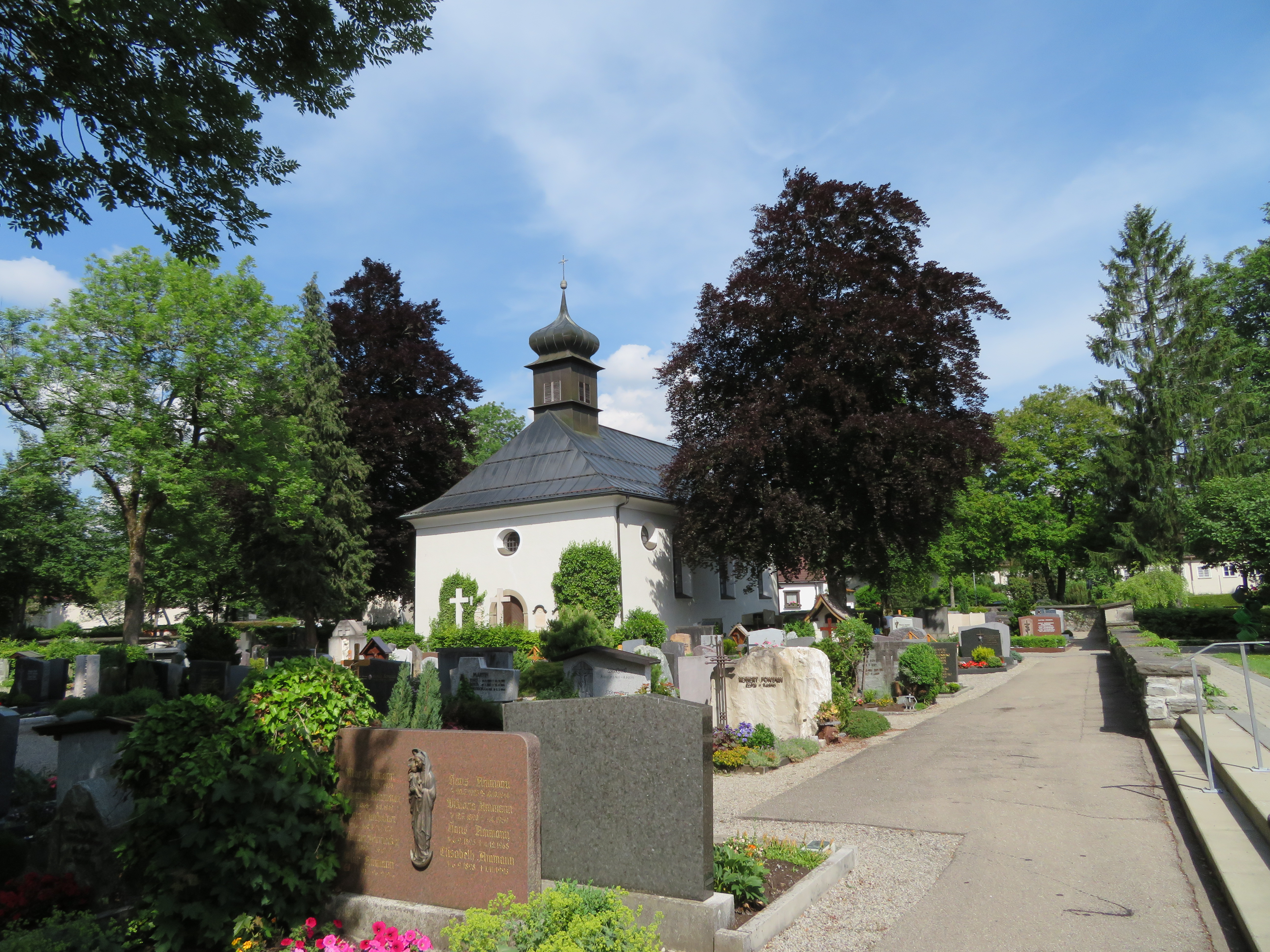
St. Sebastian und Afra in Sonthofen

Die römisch-katholische Friedhofskapelle St. Sebastian und Afra steht in Sonthofen, Kreisstadt des schwäbischen Landkreises Oberallgäu in Bayern. Das Bauwerk ist in der Liste der Baudenkmäler in Sonthofen als Baudenkmal unter der Nr. D-7-80-139-2 eingetragen.

## Beschreibung
Die erste, 1583 gebaute Kapelle wurde 1825/26 ersetzt. Die Saalkirche besteht aus einem Langhaus und einem dreiseitig geschlossenen Chor im Osten. Aus dem Dach erhebt sich im Westen ein quadratischer Dachreiter, der den Glockenstuhl beherbergt, und der mit einer Zwiebelhaube bedeckt ist. 
Zur Kirchenausstattung gehört ein um 1520 gebauter Flügelaltar, auf dem eine Kreuzigungsgruppe steht. Auf den Altarflügeln sind innen die Anbetung der Hirten und die Anbetung der Könige dargestellt, außen die Verkündigung des Herrn. Ein ehemaliges Altarretabel, auf dem Maria, Sebastian und Rochus von Montpellier dargestellt sind, wird Paul Zeiller zugeschrieben.